# Muzeum Diecezjalne w Łomży
Muzeum Diecezjalne w Łomży – muzeum z siedzibą w Łomży. Placówka jest jednostka organizacyjną diecezji łomżyńskiej. Jego siedzibą jest rozbudowany na potrzeby ekspozycyjne budynek diecezjalnego domu księży-emerytów przy ul Giełczyńskiej.
Muzeum zostało otwarte w kwietniu 2012 roku. Organizatorem muzeum i jego twórcą jest ksiądz Tomasz Grabowski, oddelegowany w 2011 roku przez biskupa Stanisława Stefanka do organizacji i prowadzenia placówki. Jego siedziba powstała w ramach projektu pn. „Renowacja zabytkowych obiektów kultury oraz rozbudowa Muzeum Diecezjalnego w ramach kompleksu Narew”. Otwarcia placówki dokonał nuncjusz apostolski w Polsce, abp Celestino Migliore.
W dwukondygnacyjnym budynku umieszczono zbiory obejmujące sztukę sakralną, pochodzącą z terenu diecezji (malarstwo i rzeźba, najstarsze pochodzące z początków XVI wieku), starodruki (m.in. graduał krakowski z 1641 roku oraz „Komentarz do Ewangelii”, wydany w Moguncji w 1602 roku), złotnictwo (monstrancje, kielichy mszalne, pacyfikały, relikwiarze, ampułki, dzwonki), rekonstrukcję dawnej plebanii oraz wystawę poświęconą historii diecezji. Wśród eksponatów znajdują się m.in. dokument wystawiony przez króla Jana Kazimierza w 1662 roku, nadający targi i odpusty dla Parafii w Dąbrówce Kościelnej oraz kolekcja portretów biskupów sejneńskich.
Muzeum jest obiektem całorocznym, czynnym we wtorki, czwartki i soboty, zaś w pozostałe dni – po uprzednim uzgodnieniu.